# Nachbar gegen Nachbar
Nachbar gegen Nachbar ist eine deutsche Pseudo-Doku, die seit dem 3. August 2012 in Sat.1 ausgestrahlt wurde. Die Sendung ist ein Ableger von Richterin Barbara Salesch. Fünf Pilotfolgen wurden unter dem Titel Richterin Barbara Salesch Spezial – Nachbar gegen Nachbar ausgestrahlt. Zurzeit wird die Sendung nicht ausgestrahlt.

## Konzept
Die Serie zeigt verschiedene fiktive Nachbarschaftskonflikte, in denen es unter anderem um Ruhestörung, Belästigungen aller Art oder auch Bedrohungen geht. Alle Streits enden im Gericht.
Unter dem Titel Richterin Barbara Salesch Spezial – Nachbar gegen Nachbar wurden fünf Pilotfolgen ausgestrahlt. Die Einschaltquoten lagen über dem Sat.1-Senderschnitt.

## Besetzung
Die Besetzung besteht hauptsächlich aus Laiendarstellern.

## Staffeln
| Pilotstaffel | 5  | 24. bis 28. Oktober 2011             | Montag bis Freitag, 15.00 Uhr |
| 1            | 25 | 13. August 2012 – 14. September 2012 | Montag bis Freitag, 18.00 Uhr |
| 1            | 14 | 15. Oktober – 2. November 2012       | Montag bis Freitag, 18.00 Uhr |

## Einschaltquoten
Im Durchschnitt sahen auf Sat.1 1,35 Millionen Zuschauer die ersten 25 Folgen von Nachbar gegen Nachbar und man erzielte beim Gesamtpublikum 10,1 Prozent Marktanteil. In der Zielgruppe sahen im Durchschnitt 0,43 Millionen Zuschauer zu, was einem Marktanteil von 9,3 Prozent entsprach.
Im Durchschnitt sahen auf Sat.1 1,44 Millionen Zuschauer die restlichen 14 Folgen von Nachbar gegen Nachbar und man erzielte beim Gesamtpublikum 8,6 Prozent Marktanteil. In der Zielgruppe sahen im Durchschnitt 0,51 Millionen Zuschauer zu, was einem Marktanteil von 9,0 Prozent entsprach.